# Кешнер, Вадим Валентинович
Вадим Валентинович Кешнер (22 марта 1937, Казань, Татарская АССР, РСФСР, СССР — 14 апреля 2023, Казань, Россия) — советский, российский и татарский актёр театра и кино, театральный педагог. Народный артист Татарской АССР (1982). Заслуженный артист РСФСР (28.03.1988). Народный артист Российской Федерации (16.04.1997). Почётный академик Российской Академии гуманитарных наук.

## Биография
Родился 22 марта 1937 года в Казани.
Окончил студию при Казанском Большом драматическом театре им. Качалова (КБДТ) в 1961 году. Учился у таких режиссёров, как Э. М. Бейбутова, Е. А. Простова, А. Д. Гусева.
С 1961 года — актёр Казанского русского театра им. Качалова.
Являлся актёром театра, где проработал десятки лет. Успел сняться в одном фильме под названием «Земля людей» (другое   название — «Мутный материк»), режиссёра С. С. Говорухина. Занимался педагогической деятельностью с 1976 года. Кешнер воспитал не одно поколение актёров, которые работают в различных театрах России.
Умер 14 апреля 2023 года в родном городе Казань.

## Театральные работы

### Казанский БДТ
- Алексей Максимов («Коллеги» по одноименной повести В. П. Аксенова)
- Андрей («Счастливый неудачник» Б. В. Рымаря)
- Борис («Ленинградский проспект» И. В. Штока)
- Игорь Багров («Объяснение в ненависти» И. В. Штока)
- Лошманов («Вам 22, старики!» Э. С. Радзинского)
- Владик («104 страницы про любовь» Э. С. Радзинского)
- Прокофьев («Женский монастырь» В. А. Дыховичного, М. Р. Слободского)
- Сашка («До свиданья, мальчики!» Б. И. Балтера, В. Н. Токарева)
- Леонидик («Мой бедный Марат» А. Н. Арбузова)
- Джанни («Корнелия Каппарелла» М. Чорчолини)
- Гвиччарди («Четвертый» К. М. Симонова)
- Хеверн («Зыковы» М. Горького)
- Испанец («Проделки Белисы» Лопе де Вега)
- Дон Херонимо («Ревнивая к самой себе» Тирсо де Молина)
- Гном Воскресенье («Белоснежка и семь гномов» Л. Е. Устинова, О. П. Табакова)
- Баба Яга («Два клена» Е. Л. Шварца)
- Иван Иваныч («Баня» В. В. Маяковского)
- Александр Адуев («Обыкновенная история» В. С. Розова по роману И. Гончарова)
- Нияз («Без ветрил» К. Тинчурина)
- А.С. Пушкин («Всего тринадцать месяцев» Ю. З. Дынова)
- П.И. Чайковский (композиция Ю. А. Осноса «Жизнь для вечности», созданная на основе переписки композитора с Н. Ф. фон Мекк)
- Уильям («Быть или не быть» У. Гибсона)
- Илларион («Я, бабушка, Илико и Илларион» Н. Думбадзе)
- Атташе («Господин Пунтила и слуга его Матти» Б. Брехта)
- Рощин («Единственный свидетель» А. и П. Тур)
- Папа («Затюканный апостол» А. Е. Макаенка)
- Полуорлов («Старый Новый год» М. М. Рощина)
- Горчаков («Проводы» И.М. Дворецкого)
- Кристиан («Сирано де Бержерак» Э. Ростана)
- Лукашин («Однажды в новогоднюю ночь» Э. Рязанова, Э. Брагинского)
- Виктор Каренин («Живой труп» Л. Толстого)
- Жеронт («Плутни Скапена» Ж.-Б. Мольера)
- Профессор Персиков («Роковые яйца» М. Булгакова)
- Капитан Шотовер («Дом, где разбиваются сердца» Б. Шоу)
- Базильский («Провинциальные анекдоты» А. Вампилова)
- Земляника («Ревизор» Н. В . Гоголя)
- Сосед («Горько!..» М. Зощенко)
- Жюльен Феррон («Тайна дома Вернье» А. Кристи)
- Дворецкий («Визит дамы» Ф. Дюрренматта)
- Профессор Преображенский («Собачье сердце» М. Булгакова)

### Театр «99» (антреприза Г. Н. Прыткова)
- Хамперт («Лолита» Э. Олби по роману В. В. Набокова)
- Звонарев («Sorry» А. М. Галина)

## Фильмография
- 2011 — «Земля людей» (другое название – «Мутный материк»), режиссёра С. С. Говорухина (роль: режиссёр в театре)

## Звания и награды
- Народный артист Татарской АССР (1982)
- Заслуженный артист РСФСР (28.03.1988)
- Народный артист Российской Федерации (16.04.1997)
- Почётный академик Российской Академии гуманитарных наук

## Издательство
- Валерий Мирошников. Жизнь замечательных врачей Татарстана. — Litres, 2022-11-16. — 690 с. — ISBN 978-5-04-510340-4.[11]
- Народное образование. — Учпедгиз, 1999. — 686 с.[12]
- Кто есть кто. Статусная элита Российской Федерации. Справочник. — Litres, 2022-05-15. — 593 с. — ISBN 978-5-04-109196-5.[13]
- Кто есть кто в Республике Татарстан. — STAR, 2000. — 368 с. — ISBN 978-5-89852-003-8.[14]
- Мансур Хасанович Хасанов. Татарская энциклопедия: К-Л. — Институт Татарской Энциклопедии, 2002. — 674 с. — ISBN 978-5-902375-03-6.[15]